# Rose Hill (Kansas)
Rose Hill è un comune degli Stati Uniti d'America, situato nello Stato del Kansas, nella contea di Butler.